# Distretto di Vatomandry
Il distretto di Vatomandry è un distretto del Madagascar situato nella regione di Atsinanana. Ha per capoluogo la città di Vatomandry.
La popolazione del distretto è di 132 565 abitanti (censimento 2011).